# Ana, ruska carica
Ana Ivanovna (Moskva, 7. veljače 1693. – Sankt-Peterburg, 28. listopada 1740.) je bila ruska carica od 1730. godine.

## Mladost
Ana je bila kćer cara Ivana V. i nećakinja Petra Velikog. Kako je njen otac bratovom uzurpacijom izgubio vlast u zemlji ona prvo razdoblje svoga života provodi kao manje važna princeza na dvoru svoga strica. Poslije uspjeha u ratu protiv Poljske Rusija je 1710. ostvarila nadmoć na području Litve, Latvije i Estonije. Tamo je vojvodstvom Kurlandije upravljao mladi neoženjeni vojvoda Fridrik Vilim. Kako bi osigurao nestabilnu vlast, on prihvaća prijedlog Petra Velikog da se oženi s Anom. Brak je sklopljen u listopadu 1710. godine u Petrogradu. Pri povratku u domovinu sa suprugom vojvoda je obolio i umro u siječnju 1711. godine.

## Vojvotkinja
Iako je umrli vojvoda imao žive rođake, ruski car uz pomoć svoje vojske tada uspijeva nametnuti Anu za vladajućeg vojvodu. Kako bi se osiguralo da tamošnja vlast ostane u ruskim rukama kao savjetnik (i gotovo regent) nove vladarice je poslan Petar Bestužev. Tijekom tih gotovo dvadeset godina u svom vojvodstvu za vladaricu koja se nije nikada više ženila, pojavila se sumnja da joj je ljubavniku Ernst Biron kojega će nagraditi položajem regenta na svojoj samrti. Zbog okruženosti "savjetnicima" Anin utjecaj na poslove države je bio ništavan dok se istovremeno njen regent Bestužev trudio prodati krunu najboljem platiši zbog čega je 1728. godine završila u zatvoru.

## Izbor
Smrt Petra II. 29. siječnja 1730. godine koliko god je bila nekoliko dana unaprijed očekivana u dvorskim krugovima stvara paniku. Vrhovni tajni savjet se bio međusobno posvađao oko kandidata za krunu. Njihova rasprava o tome imaju li prednost u nasljeđivanju krune potomci Ivana V. ili Petra Velikog je trajala 7 dana sve do 5. veljače kada oni uz određene uvjete biraju Anu za caricu.

## Carica
Očekivanja tamošnjih kneževa da će povodljiva Ana poštovati dogovor o ograničenju svoje moći su se raspršila u samo mjesec dana kada po savjetu Birona ona ukida Vrhovni tajni savjet i njegove članove šalje u Sibir. Svu vlast tada predaje Baltičkim Nijemcima koji su i prije činili većinu na njenom vojvodskom dvoru. Njena odluka o ukidanju potpisanog sporazuma kao i postavljanje Nijemaca na ministarske položaje je razbjesnila više rusko plemstvo što će ubrzo dovesti do trajnog nepovjerenja i pokretanja represivnih akcija. Razlog za takve odluke se može naći u razmišljanju Ane da joj je visoko plemstvo dva puta ukralo krunu (jer su podržali puč u korist Petra Velikog i Katarinu I.) i sada je po njoj došlo vrijeme osvete. Tijekom cijele vladavine ona ih redovno ponižava uz pomoć vojske i naroda koji su joj bili vjerni.

## Ratovi
Smrt od Rusije postavljenog Augusta II. kralja Poljske je 1733. godine rezultirala tamošnjom krunidbom švedsko-francuskog kandidata Stanislava za kralja. Odgovor na to je bila objava rata Rusije i Austrije Poljskoj. U ratu koji će trajati samo do 1735. godina poljsko-švedske trupe su bile potpuno potučene tako da je za novog kralja okrunjen proruski August III.
Zadovoljna svojim uspjehom i savezništvom s Bečom Ana tada objavljuje rat Turskoj koja se nalazi u sukobu s Austrijom s ciljem osvajanja izlaza na Crno more. Ovaj rat koji traje između 1736. i 1738. godine završava potpunim uništenjem Krimskog Kanata, na čijem području ruska vojska pali gotovo sva naselja i sva polja izazivajući tako opću glad. Iznenadno istupanje Austrije iz ovog rata postaje znak za Anu da zaključi mir. Mirovnim sporazumom bez obzira na osvajanje cijelog Krima vojnim putem Rusiji ostaje samo grad Azov kao njezina jedina "topla" luka.

## Smrt
Od početka 1740. godine Anino zdravlje se počelo nepopravljivo pogoršavati. Kako je bolovala od postepenog prestanka rada bubrega, njena sudbina je bila zapečaćena što je veoma dobro znala. Koristeći se zakonom Petra Velikog, ona 5. listopada 1740. godine za svog nasljednika proglašava osam tjedana starog Ivana unuka svoje sestre Katarine kako bi zadržala carsku vlast u rukama potomaka Ivana V. a ne Petra Velikog.
Ana umire 28. listopada 1740. godine  
| Prethodnik Petar II. | ruski car | Nasljednik Ivan VI. |